# Guadramiro
Guadramiro est une commune de la province de Salamanque dans la communauté autonome de Castille-et-León en Espagne.
Son territoire communal est composé d'un seul agglomération, il occupe une superficie totale de 31,48 km² et selon les données démographiques recueillies dans le registre municipal établi par l'INE en 2017, il compte une population de 152 habitants.

## Étymologie
Son nom vient d'une structure nominale asturienne-léonaise du Xe siècle qui représenterait l'union du mot arabe "Wadi" (rivière ou vallée) et du nom latin "Ramirum", qui serait dû à la reconquête de la commune. par Ramiro II du Lion. La ville située dans la bande inhabitée qui séparait les territoires musulmans des chrétiens passa aux mains du roi léonais Ramiro II après la bataille de Simancas en 939, qui déplaça la ligne défensive du Duero au Tormes.

## Patrimoine
- Torre de Guadramiro (es)
- Église de El Salvador
- Chapelle de Nuestra Señora del Árbol
- Humilladero de la Santa Cruz

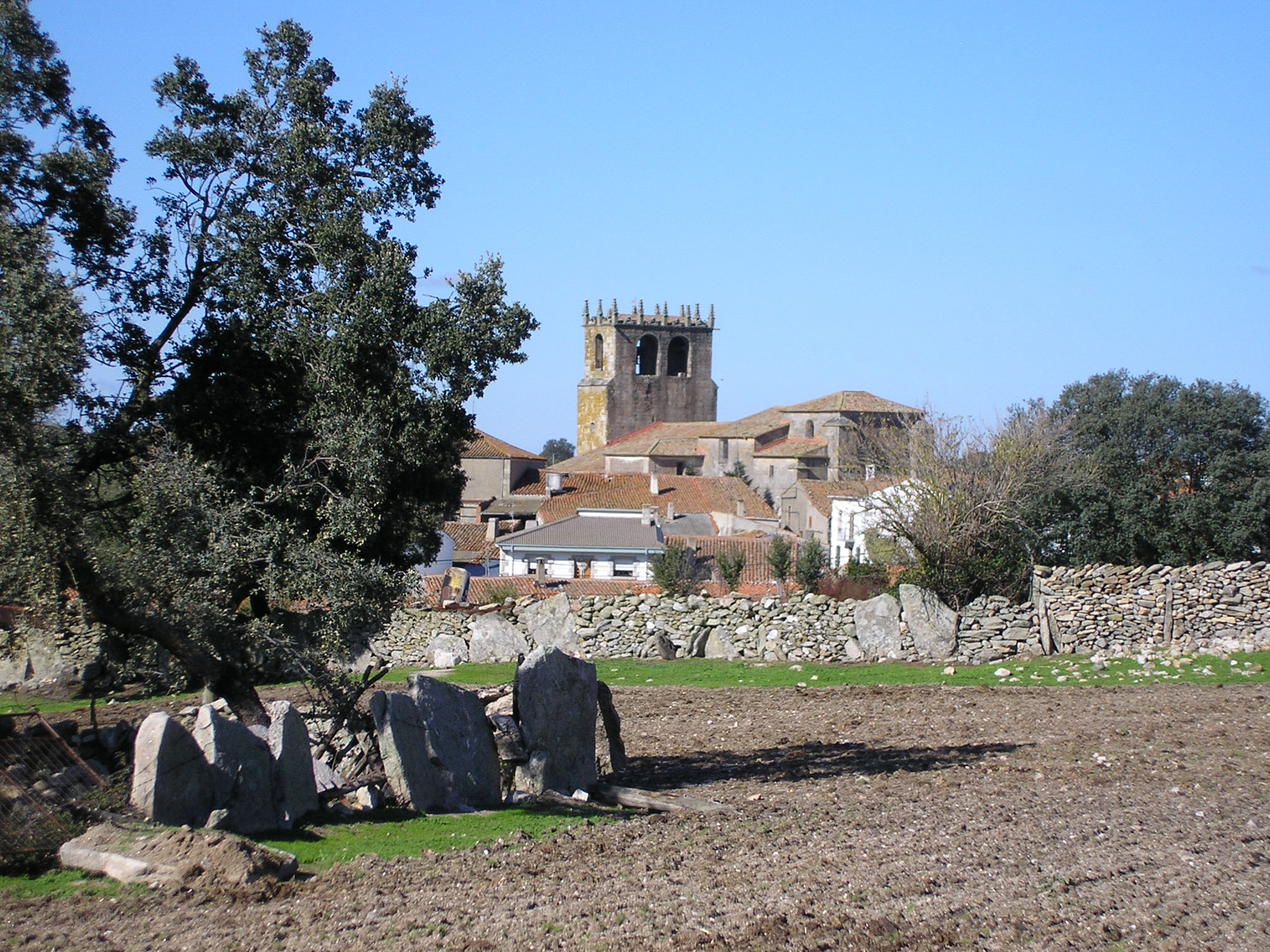
Tour de Guadramiro.
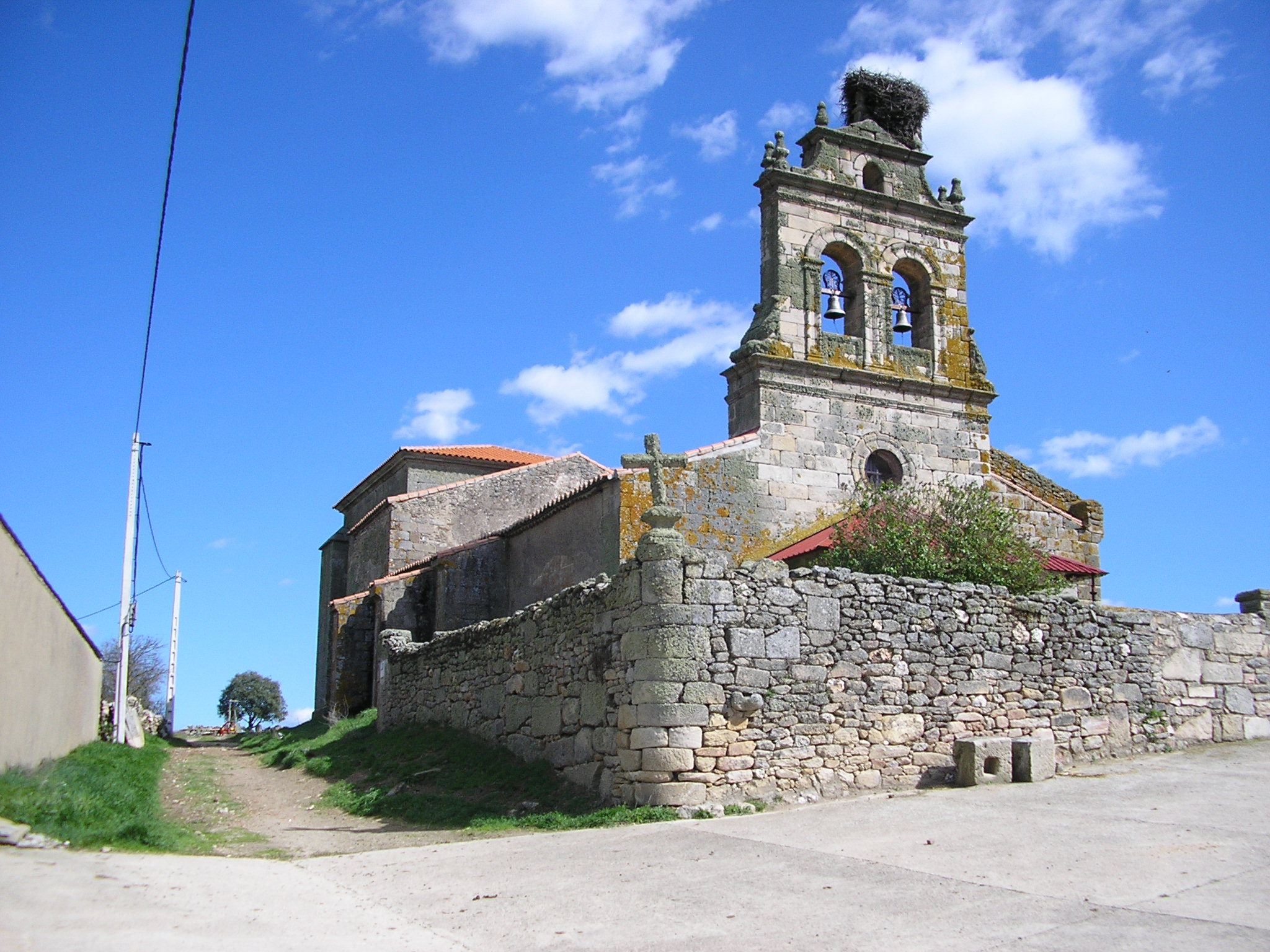
Chapelle de la Virgen del Árbol.